# Адміністративний устрій Чечельницького району
Адміністративний устрій Чечельницького району — адміністративно-територіальний поділ Чечельницького району Вінницької області на 1 селищну та 15 сільських рад, які об'єднують 22 населені пункти та підпорядковані Чечельницькій районній раді. Адміністративний центр — смт Чечельник.

## Список радЧечельницького району
| №  | Назва                              | Центр                   | Населені пункти                  | Площа км² | Місце за площею | Населення (2001), чол. | Місце за населенням |
| -- | ---------------------------------- | ----------------------- | -------------------------------- | --------- | --------------- | ---------------------- | ------------------- |
| 1  | Чечельницька селищна рада          | смт Чечельник           | смт Чечельник                    |           |                 |                        |                     |
| 2  | Берізко-Чечельницька сільська рада | с. Берізки-Чечельницькі | с. Берізки-Чечельницькі          |           |                 |                        |                     |
| 3  | Білокамінська сільська рада        | с. Білий Камінь         | с. Білий Камінь                  |           |                 |                        |                     |
| 4  | Бондурівська сільська рада         | с. Бондурівка           | с. Бондурівка с. Дохно           |           |                 |                        |                     |
| 5  | Бритавська сільська рада           | с. Бритавка             | с. Бритавка                      |           |                 |                        |                     |
| 6  | Вербська сільська рада             | с. Вербка               | с. Вербка с. Василівка           |           |                 |                        |                     |
| 7  | Демівська сільська рада            | с. Демівка              | с. Демівка                       |           |                 |                        |                     |
| 8  | Каташинська сільська рада          | с. Каташин              | с. Каташин с. Жабокричка         |           |                 |                        |                     |
| 9  | Куренівська сільська рада          | с. Куренівка            | с. Куренівка                     |           |                 |                        |                     |
| 10 | Лузька сільська рада               | с. Луги                 | с. Луги                          |           |                 |                        |                     |
| 11 | Любомирська сільська рада          | с. Любомирка            | с. Любомирка                     |           |                 |                        |                     |
| 12 | Ольгопільська сільська рада        | с. Ольгопіль            | с. Ольгопіль                     |           |                 |                        |                     |
| 13 | Рогізківська сільська рада         | с. Рогізка              | с. Рогізка с. Тарасівка          |           |                 |                        |                     |
| 14 | Стратіївська сільська рада         | с. Стратіївка           | с. Стратіївка                    |           |                 |                        |                     |
| 15 | Тартацька сільська рада            | с. Тартак               | с. Тартак с. Анютине             |           |                 |                        |                     |
| 16 | Поповогребельська сільська рада    | с. Попова Гребля        | с. Попова Гребля с. Новоукраїнка |           |                 |                        |                     |

Скорочення: м. — місто, с. — село, смт — селище міського типу, с-ще — селище